# Obelisk Col
Obelisk Col är ett bergspass i Antarktis. Det ligger i Västantarktis. Argentina, Chile och Storbritannien gör anspråk på området. Obelisk Col ligger 150 meter över havet.
Terrängen runt Obelisk Col är kuperad åt nordost, men söderut är den platt. Havet är nära Obelisk Col åt sydväst. Trakten är obefolkad. Det finns inga samhällen i närheten.